# Z級駆逐艦
Z級駆逐艦（英語: Z-class destroyer）はイギリス海軍の駆逐艦の艦級。1941年度戦時予算に基づく第10次戦時急造艦隊として8隻が建造され、1944年に揃って就役した。全艦が第二次世界大戦を戦い抜き、戦後はエジプト海軍とイスラエル海軍に2隻ずつ供与されたほか、1隻が15型フリゲートに改修された。

## 来歴
第二次世界大戦の勃発を受けてイギリス海軍は戦時緊急計画を発動し、駆逐艦の急造に着手した。まず、1940-1年度計画で建造を予定していた中間的駆逐艦（J級に準じた設計）の建造を前倒ししてO級・P級が建造されたのち、新しい戦時要求の反映や急造に適応した設計への変更が図られ、Q級・R級・S級・T級と、1940年度戦時予算のもとで、6次にわたる戦時急造艦隊の建造が進められた。
1941年2月、1941年度戦時予算では、更に5次にわたる戦時急造艦隊の建造が盛り込まれることとなった。U級・V級・W級に続き、1941年度艦の第4陣（戦時急造艦隊としての通算では第10陣）として、1942年2月10日に発注されたのが本級である。

## 設計
同年度予算で建造されたU級・V級・W級の準同型艦であり、J級以来の単煙突・船首楼型という船型のほか、Q級で導入された燃料搭載量の増大や復原性の改善、艦尾のトランサム・スターン、またS級で導入されたトライバル級と同様の艦首形状も踏襲された。
機関もQ級・R級以来の構成が踏襲され、アドミラルティ式3胴型水管ボイラー（蒸気圧力300 lbf/in2 (21 kgf/cm2)、温度332.2℃）、パーソンズ式オール・ギヤード・タービンによる2軸推進、出力40,000馬力である。

## 装備

### センサー
イギリス海軍では1940年よりレーダーの艦載運用に着手してきたが、この画期的なセンサーから得られる膨大な情報を適切に作戦行動に反映するためには、艦内組織にも変革が必要であった。まず導入されたのが、レーダーを含む目標情報を集中処理する区画としてのAIO（Action Information Organisation）であった。これはバトル・オブ・ブリテンでの国土防空に成果を上げたフィルター・ルーム・コンセプトに範を取ったものであり、またアメリカ海軍のCIC（Combat Information Center）と軌を一にしたものでもあった。本級の嚮導艦である「ミングス」の海図室を拡張するかたちでAIO区画の配置が検討されたのち、「ゼスト」「ゾディアック」「ザンベジ」「ゼラス」でAIO区画が設置された。
また293型レーダーの実用化に伴い、これで捕捉した目標情報を射撃指揮に直接活用するためのTIU-2（Target Indication Unit）も開発され、1944年6月以降の竣工艦で装備されるようになった。ただしC級以降ではTIUの専用区画としてTIRが設置されたのに対し、本級ではこれは省かれた。

### 武器システム
イギリス駆逐艦の艦砲は、第一次世界大戦末期の改W級以来、一部の例外を除いて45口径12cm砲が連綿と採用されてきたが、性能の陳腐化が指摘されていた。1942年2月、第三海軍卿は、同年度以降の艦では新開発の45口径11.4cm砲を搭載することを決定した。この決定は本級にも遡及的に適用されることになり、これによって、本級では45口径11.4cm単装砲（QF 4.5インチ砲Mk.IV）が採用されている。1発あたりの弾量は従来の45口径12cm砲よりも重く、また弾道特性も45口径12cm単装砲よりも良好であった。ただし砲架は、S級などの45口径12cm単装砲で用いられていた最大仰角55度のCP Mk.XXIIに所定の改正を加えたCP Mk.Vであり、完全な両用砲化は持ち越しとなった。
また射撃指揮装置としても新開発のMk.IV両用方位盤を搭載する予定であったが、これは開発が間に合わず、高射・平射を切り替えて使用するMk.IタイプK方位盤の搭載となった。なおこの"K"はジャイロ安定化装置が導入されていることを意味しており、「Kタワー」とも称される。
近距離用の対空兵器としては、S級以降標準となったヘイズメイヤー式のFCS連動56口径40mm連装機銃1基と70口径20mm連装機銃4基が基本構成とされていた。ただし他の艦級と同様に適宜改修が行われたために艦ごとの差異が多く、例えば「ミングス」では艦橋張り出しの70口径20mm連装機銃のかわりに39口径40mm単装機銃（2ポンド・ポンポン砲）、探照灯のかわりに56口径40mm単装機銃Mk.IIIを搭載したほか、「ゼファー」や「ゼニス」も70口径20mm連装機銃の一部を39口径40mm単装機銃に換装、また「ゼラス」は2基、「ゼブラ」も4基の39口径40mm単装機銃を搭載した。

## 同型艦
| イギリス海軍 | イギリス海軍               | イギリス海軍                    | イギリス海軍    | イギリス海軍                                                   | 退役/再就役後                                                  | 退役/再就役後                                                  | 退役/再就役後                                                  | 退役/再就役後                                                  | 退役/再就役後                                                                              |
| #            | 艦名                       | 造船所                          | 就役            | 退役                                                           | 再就役先                                                       | #                                                              | 艦名                                                           | 再就役                                                         | その後                                                                                     |
| ------------ | -------------------------- | ------------------------------- | --------------- | -------------------------------------------------------------- | -------------------------------------------------------------- | -------------------------------------------------------------- | -------------------------------------------------------------- | -------------------------------------------------------------- | ------------------------------------------------------------------------------------------ |
| R06 D06      | ミングス HMS Myngs ※嚮導艦 | ヴィッカース・ アームストロング | 1944年 6月23日  | 1955年 5月                                                     | エジプト海軍                                                   | 不明                                                           | エル・カーヒル El Qaher                                        | 1955年 5月                                                     | 消耗戦争中の1970年5月16日にイスラエル空軍機により撃沈。                                    |
| R19          | ゼファー HMS Zephyr        | ヴィッカース・ アームストロング | 1944年 9月6日   | 1955年に15型フリゲートへの改修中に退役。 1958年7月に解体。     | 1955年に15型フリゲートへの改修中に退役。 1958年7月に解体。     | 1955年に15型フリゲートへの改修中に退役。 1958年7月に解体。     | 1955年に15型フリゲートへの改修中に退役。 1958年7月に解体。     | 1955年に15型フリゲートへの改修中に退役。 1958年7月に解体。     | 1955年に15型フリゲートへの改修中に退役。 1958年7月に解体。                                 |
| R66 D66      | ザンベジ HMS Zambesi       | キャメル・レアード              | 1944年 7月18日  | 1959年に解体                                                   | 1959年に解体                                                   | 1959年に解体                                                   | 1959年に解体                                                   | 1959年に解体                                                   | 1959年に解体                                                                               |
| R39          | ゼラス HMS Zealous         | キャメル・レアード              | 1944年 10月9日  | 1955年                                                         | イスラエル海軍                                                 | K-40                                                           | エイラ―ト INS Eilat                                            | 1955年                                                         | 1967年10月21日、エジプト海軍のミサイル艇の攻撃により撃沈（エイラート事件）。               |
| R81          | ゼブラ HMS Zebra           | ウィリアム・デニー              | 1944年 10月13日 | 1955年、15型フリゲートへの改修中に退役。 1959年2月12日に解体。 | 1955年、15型フリゲートへの改修中に退役。 1959年2月12日に解体。 | 1955年、15型フリゲートへの改修中に退役。 1959年2月12日に解体。 | 1955年、15型フリゲートへの改修中に退役。 1959年2月12日に解体。 | 1955年、15型フリゲートへの改修中に退役。 1959年2月12日に解体。 | 1955年、15型フリゲートへの改修中に退役。 1959年2月12日に解体。                             |
| R95 D95      | ゼニス HMS Zenith          | ウィリアム・デニー              | 1944年 12月22日 | 1955年 5月                                                     | エジプト海軍                                                   | 921                                                            | エル・ファテフ El Fateh                                        | 1955年 5月                                                     | 1963年から64年にかけ、イギリスで近代化改修が行われた。                                     |
| R02          | ゼスト HMS Zest            | ソーニクロフト                  | 1944年 7月12日  | 1954年より15型フリゲートに改修。                               | 1954年より15型フリゲートに改修。                               | F102                                                           | 艦名変更なし                                                   | 1956年                                                         | 1969年に売却され、1970年に解体された。                                                     |
| R54 D54      | ゾディアック HMS Zodiac    | ソーニクロフト                  | 1944年 10月23日 | 1955年 7月15日                                                 | イスラエル海軍                                                 | K-42                                                           | ヤーフォ INS Yaffo                                             | 1955年 7月15日                                                 | 1969年4月7日、ガブリエル艦対艦ミサイルによる初の実射試験において、実艦標的として海没処分。 |